# Riera de Riudecòs
La Riera de Riudecòs és una riera que desemboca a la riera d'Arbúcies (La Selva). Neix als terme municipal de Sant Hilari Sacalm (Selva).